# Aleksej Koelbakov
Aleksej Mikalajevitsj Koelbakov (Wit-Russisch: Аляксей Мікалаевіч Кульбакоў) (Gomel, 27 december 1978) is een Wit-Russische voetbalscheidsrechter. Op 16-jarige leeftijd begon hij met het fluiten. Zo floot hij in alle divisies in de Wit-Russische voetbalcompetitie. Hij floot in de hoogste league, in 2003, toen hij slechts 23 jaar oud was. Toen hij 25 jaar oud was in 2003 werd hij een FIFA-scheidsrechter, waarvoor je een minimale leeftijd van 25-jaar moet hebben. In 12 september 2007 debuteerde hij zo in de wedstrijd tussen Cyprus en San Marino (3-0). Daarna floot hij nog voor belangrijke toernooien, zoals voor de kwalificatie van het WK 2014, en voor de kwalificatie voor het EK, zowel in 2008 als in 2012. Hij floot zijn eerste eindtoernooi in de UEFA Euro 2013 voor onder 19.

## Interlands
| Datum             | Plaats                     | Wedstrijd                | Uitslag | Competitie                  | Kreeg geel | Kreeg voor de tweede keer geel en dus rood | Weggestuurd |
| ----------------- | -------------------------- | ------------------------ | ------- | --------------------------- | ---------- | ------------------------------------------ | ----------- |
| 12 september 2007 | Nicosia, Cyprus            | Cyprus – San Marino      | 3 – 0   | EK 2008 kwalificatie        | 3          | 0                                          | 0           |
| 4 februari 2008   | Ta' Qali, Malta            | Malta – IJsland          | 1 – 0   | Vriendschappelijk           | 2          | 0                                          | 0           |
| 19 november 2008  | Sankt Gallen, Zwitserland  | Zwitserland – Finland    | 1 – 0   | Vriendschappelijk           | 1          | 0                                          | 0           |
| 1 april 2009      | Kielce, Polen              | Polen – San Marino       | 10 – 0  | WK 2010 kwalificatie        | 3          | 0                                          | 0           |
| 7 september 2010  | Florence, Italië           | Italië – Faeröer         | 5 – 0   | EK 2012 kwalificatie        | 1          | 0                                          | 0           |
| 10 augustus 2011  | Bakoe, Azerbeidzjan        | Azerbeidzjan – Macedonië | 0 – 1   | Vriendschappelijk           | 5          | 0                                          | 0           |
| 12 oktober 2012   | Rotterdam, Nederland       | Nederland – Andorra      | 3 – 0   | WK 2014 kwalificatie        | 2          | 0                                          | 0           |
| 10 september 2013 | Boedapest, Hongarije       | Hongarije – Estland      | 5 – 1   | WK 2014 kwalificatie        | 7          | 0                                          | 0           |
| 8 september 2014  | Podgorica, Montenegro      | Montenegro – Moldavië    | 2 – 0   | EK 2016 kwalificatie        | 4          | 0                                          | 0           |
| 14 oktober 2014   | Tórshavn, Faeröer          | Faeröer – Hongarije      | 0 – 1   | EK 2016 kwalificatie        | 4          | 0                                          | 0           |
| 31 maart 2015     | Chimki, Rusland            | Rusland – Kazachstan     | 0 – 0   | Vriendschappelijk           | 1          | 0                                          | 0           |
| 13 juni 2015      | Warschau, Polen            | Polen – Georgië          | 4 – 0   | EK 2016 kwalificatie        | 0          | 0                                          | 0           |
| 7 september 2015  | Boekarest, Roemenië        | Roemenië – Griekenland   | 0 – 0   | EK 2016 kwalificatie        | 3          | 0                                          | 0           |
| 11 oktober 2015   | Faro, Portugal             | Gibraltar – Schotland    | 0 – 6   | EK 2016 kwalificatie        | 0          | 0                                          | 0           |
| 31 augustus 2016  | Mönchengladbach, Duitsland | Duitsland – Finland      | 2 – 0   | Vriendschappelijk           | 0          | 0                                          | 0           |
| 5 september 2016  | Tbilisi, Georgië           | Georgië – Oostenrijk     | 1 – 2   | WK 2018 kwalificatie        | 2          | 0                                          | 0           |
| 6 oktober 2016    | Chisinau, Moldavië         | Moldavië – Servië        | 0 – 3   | WK 2018 kwalificatie        | 5          | 0                                          | 0           |
| 15 november 2016  | Grozny, Rusland            | Rusland – Roemenië       | 1 – 0   | Vriendschappelijk           | 1          | 0                                          | 0           |
| 11 juni 2017      | Haifa, Israël              | Israël – Albanië         | 0 – 3   | WK 2018 kwalificatie        | 1          | 0                                          | 0           |
| 23 maart 2018     | Moskou, Rusland            | Rusland – Brazilië       | 0 – 3   | Vriendschappelijk           | 0          | 0                                          | 0           |
| 27 maart 2018     | Tbilisi, Georgië           | Georgië – Finland        | 2 – 0   | Vriendschappelijk           | 2          | 0                                          | 0           |
| 11 september 2018 | Boedapest, Hongarije       | Hongarije – Griekenland  | 2 – 1   | UEFA Nations League 2018/19 | 4          | 0                                          | 0           |
| 15 november 2018  | Zagreb, Kroatië            | Kroatië – Spanje         | 3 – 2   | UEFA Nations League 2018/19 | 4          | 0                                          | 0           |
| 25 maart 2019     | Podgorica, Montenegro      | Montenegro – Engeland    | 1 – 5   | Kwalificatie EK 2020        | 4          | 0                                          | 0           |
| 7 juni 2019       | Klagenfurt, Oostenrijk     | Oostenrijk – Slovenië    | 1 – 0   | Kwalificatie EK 2020        | 3          | 0                                          | 0           |

Laatste aanpassing op 8 juni 2019